# Dopolavoro Aziendale Ampelea 1939-1940
Questa voce raccoglie le informazioni riguardanti il Dopolavoro Aziendale Ampelea nelle competizioni ufficiali della stagione 1939-1940.

## Rosa
| N. |                   | Ruolo | Calciatore         |
| -- | ----------------- | ----- | ------------------ |
|    | Italia (bandiera) | C     | Giuseppe Bitesni   |
|    | Italia (bandiera) | D     | Giacinto Carboni   |
|    | Italia (bandiera) | D     | Giovanni Chelleri  |
|    | Italia (bandiera) | D     | Bruno Ciuffarin    |
|    | Italia (bandiera) | D     | Pietro Corbatto    |
|    | Italia (bandiera) | D     | Giacinto Fontegher |
|    | Italia (bandiera) | C     | Albino Giorda      |
|    | Italia (bandiera) | A     | Bruno Ispiro       |

| N. |                   | Ruolo | Calciatore       |
| -- | ----------------- | ----- | ---------------- |
|    | Italia (bandiera) | A     | Eugenio Lanzi    |
|    | Italia (bandiera) | D     | Giacinto Menis   |
|    | Italia (bandiera) | A     | Marino Merlach   |
|    | Italia (bandiera) | D     | Giordano Milloch |
|    | Italia (bandiera) | A     | Attilio Mocchi   |
|    | Italia (bandiera) | A     | Gaddo Moretti    |
|    | Italia (bandiera) | P     | Roberto Parola   |
|    | Italia (bandiera) | A     | Mario Parovel    |

## Risultati

### Serie C

#### Girone A

##### Girone di andata
| Isola d'Istria 24 settembre 1939 1ª giornata | Ampelea | – N.D. | Giovinezza Sacile |  |

| Schio 1 ottobre 1939 2ª giornata | Schio | 0 – 2 | Ampelea |  |

| Isola d'Istria 8 ottobre 1939 3ª giornata | Ampelea | 1 – 1 | Marzotto Valdagno |  |

| Vicenza 15 ottobre 1939 4ª giornata | Vicenza | 1 – 0 | Ampelea |  |

| Isola d'Istria 22 ottobre 1939 5ª giornata | Ampelea | 2 – 1 | Fiumana |  |

| San Donà 29 ottobre 1939 6ª giornata | San Donà | 1 – 0 | Ampelea |  |

| Isola d'Istria 5 novembre 1939 7ª giornata | Ampelea | 1 – 2 | CRDA Monfalcone |  |

| Pola 19 novembre 1939 8ª giornata | Grion Pola | 3 – 1 | Ampelea |  |

| Isola d'Istria 3 dicembre 1939 9ª giornata | Ampelea | 0 – 0 | Ponziana |  |

| 10 dicembre 1939 10ª giornata |  | – Turno di riposo |  |  |

| Isola d'Istria 17 dicembre 1939 11ª giornata | Ampelea | 3 – 1 | Pro Gorizia |  |

| Treviso 31 dicembre 1939 12ª giornata | Treviso | 0 – 0 | Ampelea |  |

| Isola d'Istria 7 gennaio 1940 13ª giornata | Ampelea | 2 – 1 | Rovigo |  |

| Isola d'Istria 14 gennaio 1940 14ª giornata | Ampelea | 3 – 0 | Mestre |  |

| Pordenone 21 gennaio 1940 15ª giornata | Pordenone | 4 – 0 | Ampelea |  |

##### Girone di ritorno
| Sacile 28 gennaio 1940 16ª giornata | Giovinezza Sacile | – N.D. | Ampelea |  |

| Isola d'Istria 4 febbraio 1940 17ª giornata | Ampelea | 1 – 1 | Schio |  |

| Valdagno 11 febbraio 1940 18ª giornata | Marzotto Valdagno | 5 – 2 | Ampelea |  |

| Isola d'Istria 18 febbraio 1940 19ª giornata | Ampelea | 1 – 2 | Vicenza |  |

| Fiume 25 febbraio 1940 20ª giornata | Fiumana | 1 – 1 | Ampelea |  |

| Isola d'Istria 10 marzo 1940 21ª giornata | Ampelea | 2 – 2 | San Donà |  |

| Monfalcone 17 marzo 1940 22ª giornata | CRDA Monfalcone | 3 – 0 | Ampelea |  |

| Isola d'Istria 24 marzo 1940 23ª giornata | Ampelea | 0 – 1 | Grion Pola |  |

| Trieste 31 marzo 1940 24ª giornata | Ponziana | 1 – 1 | Ampelea |  |

| 7 aprile 1940 25ª giornata |  | – Turno di riposo |  |  |

| Gorizia 21 aprile 1940 26ª giornata | Pro Gorizia | 1 – 0 | Ampelea |  |

| Isola d'Istria 28 aprile 1940 27ª giornata | Ampelea | 1 – 1 | Treviso |  |

| Rovigo 12 maggio 1940 28ª giornata | Rovigo | 5 – 0 | Ampelea |  |

| Mestre 5 maggio 1940 29ª giornata | Mestre | 4 – 1 | Ampelea |  |

| Isola d'Istria 26 maggio 1940 30ª giornata | Ampelea | 4 – 0 | Pordenone |  |

### Coppa Italia
| Fiume 3 settembre 1939 Qualificazioni | Fiumana | 6 – 0 | Ampelea |  |